# Anders Due
Anders Due (Nykøbing Falster, Dinamarca, 17 de marzo de 1982) es un exfutbolista danés. Jugaba de centrocampista y su último equipo fue el Lolland-Falster Alliancen.

## Biografía
Anders Due empezó jugando como defensa lateral, aunque luego cambió su posición y ahora actúa como centrocampista por la banda izquierda.
Comenzó su carrera profesional en 2002 en el Lolland-Falster Alliancen. En su primera temporada ayuda a su equipo a ascender a la Primera División Danesa (segunda categoría). En la temporada 2004-05 realiza un gran trabajo, anotando 10 goles, 8 de los cuales los anotó en lanzamientos de falta.
En 2005 ficha por el FC Nordsjælland, con el que debuta en la SAS Ligaen. Ese año sus actuaciones son buenas, terminando la temporada con 12 asistencias y dos goles.
Al año siguiente se marcha a jugar a los Países Bajos con el SBV Vitesse, equipo que tuvo que realizar un desembolso económico de 1,4 millones de euros para poder hacerse con sus servicios. En este equipo no dispone de muchas oportunidades y durante esa campaña disputa 17 partidos de liga, 7 de ellos como titular.
En 2007 firma un contrato con su actual club, el Aalborg BK. Con este equipo se proclama campeón de Liga en su primera temporada.
Vida privada
Anders Due es primo del exfutbolista internacional danés Claus Jensen, que militó en varios equipos, entre ellos el Fulham FC y el Bolton.

## Selección nacional
Todavía no ha sido internacional con la Selección absoluta, aunque sí ha jugado con las categorías inferiores de Dinamarca.

## Clubes
| Club                      | País         | Año       |
| ------------------------- | ------------ | --------- |
| Lolland-Falster Alliancen | Dinamarca    | 2002-2005 |
| FC Nordsjælland           | Dinamarca    | 2005-2006 |
| SBV Vitesse               | Países Bajos | 2006-2007 |
| Aalborg Boldspilklub      | Dinamarca    | 2007-2010 |
| FC Nordsjælland           | Dinamarca    | 2010-2011 |
| Aalborg BK                | Dinamarca    | 2011-2014 |
| FC Vestsjælland           | Dinamarca    | 2014-2015 |
| Lolland-Falster Alliancen | Dinamarca    | 2015-2018 |

## Títulos
- 1 Liga de Dinamarca (Aalborg BK, 2008)